# Clementine Nielssen
Clementine Nielssen, auch Clémence Nielssen (* 1842 als Clementine Lederer in Wien; † 1928 in München), war eine österreichische Tier- und Stilllebenmalerin.

## Leben

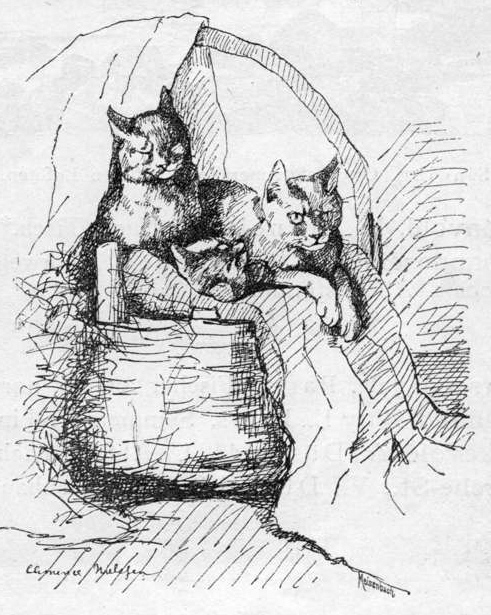
Die Faulenzer, Illustration aus dem Illustrirten Katalog der internationalen Kunstausstellung im Königl. Glaspalaste in München, 1883

Clementine Lederer wurde als Tochter des Wiener Arztes Thomas Lederer (1789–1874) geboren. Zu ihren vielen Geschwistern zählten der Wiener Homöopath Camill Lederer (1830–1912) und der Wiener Vizebürgermeister Mori(t)z Lederer (1832–1921). Über ihre Schwester Melanie (1840–1884) wurde sie Schwägerin des Schriftstellers Ferdinand von Saar.
1873 heiratete sie den norwegischen Landschaftsmaler Johan Nielssen. Das Paar bekam Kinder, lebte in Österreich und Deutschland, Anfang der 1880er Jahre auch in Norwegen, ehe es sich 1884/1885 für immer trennte. In München, wo Clementine Nielssen 1928 starb, trat sie zwischen 1879 und 1911 künstlerisch in Erscheinung. In ihrer Tiermalerei stellte sie vor allem Katzen dar. Auf Ausstellungen in München, Hamburg, Bremen, Hannover, Magdeburg, Dresden, Berlin und Antwerpen war sie vertreten, 1891 auch im Künstlerhaus Wien.
Johan Nielssen, ihr Ehemann, meinte, dass sie dem Schriftsteller Henrik Ibsen, der das Paar Heiligabend 1879 in Wien besucht und Clementine Nielssen ein Exemplar des Werks Nora oder Ein Puppenheim mit persönlicher Widmung überreicht hatte, als Vorbild für die Figur Ellida Wangel in dem Schauspiel Die Frau vom Meer gedient habe.